# Hugh Vyvyan
Pas d'image ? Cliquez ici

a Compétitions nationales et continentales officielles uniquement.

b Matchs officiels uniquement.
Dernière mise à jour le 10 novembre 2021.
Hugh Donnithorne Vyvyan, né le 8 septembre 1976 à Guildford, est un joueur de rugby à XV anglais, évoluant au poste de deuxième ligne pour les Saracens et l'Angleterre.

## Biographie
L'ancien arrière international Jon Callard a eu une grande influence sur Vyvyan lorsqu'il était à la Downside School, en le poussant à passer de demi d'ouverture à troisième ligne centre. Son frère Charlie, n° 8 des Sharks de Sale, a également eu une influence dans ce choix.  Polyvalent, il joue également deuxième ligne.
En 1995, il part un an en Afrique du Sud et joue pour le club des Villagers au Cap. De retour en Angleterre, il joue brièvement pour Penryn et s'inscrit à l'université de Newcastle et est alors recruté par les Newcastle Falcons en 1997.
En 2001, Hugh Vyvyan remporte avec les Falcons la coupe d'Angleterre en 2001 et en 2004. Il est alors capitaine de l'équipe. Il est sélectionné pour la tournée en Argentine en 2002 mais ne joue aucun match. Entre 2002 et 2004, il joue en Angleterre A et en est le capitaine lors des Churchill Cups 2003 et 2004. 
Hugh Vyvyan rejoint les Saracens pendant l'été 2004 et en devient immédiatement le capitaine. Le 13 novembre 2004, il joue son unique match avec l'Angleterre contre le Canada et marque un essai. Avec les Saracens, il joue alternativement en deuxième ou troisième ligne avant de se concentrer sur la deuxième ligne lors de la saison 2007-2008.